# Mina drömmars kvinna
Mina drömmars kvinna är en tysk musikalfilm från 1944 i regi av Georg Jacoby, producerad av UFA. Filmen med Marika Rökk i huvudrollen var mycket påkostad och gjord i färgfilmsformatet Agfacolor.

## Rollista
- Marika Rökk - Julia Koestner
- Wolfgang Lukschy - Peter Groll
- Walter Müller - Erwin Forster
- Georg Alexander - teaterdirektören
- Grethe Weiser - Luise
- Inge Drexel - Resi
- Karl Hannemann - bagageman
- Karl Etlinger - källarmästare
- Victor Janson
- Jakob Tiedtke